# チョコレートガール (漫画)
『チョコレートガール』 (Chocolate Girl) は、吉原由起による日本の漫画作品。
『プチコミック』（小学館）にて2010年6月号から2011年11月号まで連載された。番外編「チョコレートガールEXTRA」が『プチコミック』2012年10月号に掲載された。単行本は全3巻と番外編1巻。

## あらすじ
ネガティブ思考の芸能マネージャー・沢渡今日子は、仕事でのミスを挽回するために、実力派舞台俳優・手塚陸のスカウトを任される。スカウトできなければクビだと社長から言い渡されていた今日子は、手塚にどんなに足蹴にされても日参。念願叶ってついにスカウトに成功するが、今日子が引き続き手塚のマネージャーになることとなってしまう。

## 登場人物
沢渡 今日子（さわたり きょうこ）
タツナミプロダクションの芸能マネージャー。超ネガティブ思考の持ち主で、肝心な場面でのミスも度々だが、仕事に対する情熱は人一倍持っている。
ミスを挽回するために舞台俳優・手塚陸のスカウトを任され、拒否する手塚に粘り勝ち、移籍後はマネージャーになる。
手塚 陸（てづか りく）
劇団俳優。26歳。凶悪な顔と強（凶）烈な個性の持ち主。今日子が付けた売り出し用のキャッチコピーは「THE 笑わない珍獣」。
かつてはテレビドラマにも出演していたが、2時間ドラマの脇役でベッドシーンで20回ものNGを出されたことがトラウマとなり、舞台俳優へと転向した。移籍後、赤江のバーターでドラマ出演し、笑わないイケメン俳優として人気が出ていく。ベッドシーンと爽やかな笑顔が苦手。
赤江 薫（あかえ かおる）
タツナミプロダクション所属タレント。演技も歌も上手く、気さくな人柄。陸に嫌がらせをする。
二階堂（にかいどう）
赤江のマネージャー。今日子とは比べものにならないほど有能。
井上 アンヌ（いのうえ あんぬ）
タツナミプロダクション所属のタレント。巨乳だけは自前。売り込みの際に今日子が「胸だけは本物」と言ってしまったことが却ってインパクトを与え、仕事が増えることになる。
立浪（たつなみ）
タツナミプロダクションのやり手女社長。

## 書誌情報
- 吉原由起 『チョコレートガール』 小学館〈プチコミックフラワーコミックスα〉 全3巻[1]+番外編1巻[2]
  1. 2010年10月08日発売、ISBN 978-4-09-133409-1
  2. 2011年05月10日発売、ISBN 978-4-09-133749-8
  3. 2011年12月09日発売、ISBN 978-4-09-134170-9
  4. 『チョコレートガールEXTRA』2013年11月08日発売、ISBN 978-4-09-135694-9（シリーズ外短編も収録）